# Richard Henry Beddome
O coronel Richard Henry Beddome (11 de maio de 1830 – 23 de fevereiro de 1911) foi um militar e naturalista britânico.

## Biografia
Entrou no exército da Índia em 1848. Em 1857, devido a sua devoção pela botânica e história natural foi convidado como assistente do Dr Hugh Cleghorn no serviço florestal de Chennai (Madras). Posteriormente, em 1860, assumiu o posto de curador-chefe  até 1882. Em 1880 tornou-se professor da Universidade de Madras.
Efetuou numerosas arborisações na Índia e no Ceilão.
Estudou os répteis, os anfíbios e os  moluscos. A sua coleção de espécimes está atualmente conservada no Museu Britânico e algumas no Museu Indiano de Calcutá. 

## Obras
- Trees of Madras Presidency em 1863
- Handbook of the ferns of British India, Ceylon and Malaya Peninsula em 1892.